# ルース・プライス
ルース・プライス（Ruth Price、1938年4月27日）は、アメリカのジャズ歌手であり、カリフォルニア州ロサンゼルスにあるジャズ・ベーカリーの芸術監督を務めている。プライスは、1952年にバレエ学校に通っていた。1954年に彼女はチャーリー・ヴェンチュラと歌い、その後、フィラデルフィアとニューヨークで歌手およびダンサーとして働いた。彼女は、1957年にハリウッドに移り、1964年から1965年までハリー・ジェイムスと共にツアーを行った。1960年代から1970年代にかけては、ミュージカル特番に彼女自身として、また当時の人気テレビ番組に女優として、何度かテレビに出演した。
プライスのレパートリーは無名のものが多く、グレイト・アメリカン・ソングブックに収録されている、あまり知られていない逸品が数多く含まれている。彼女は、UCLAで音楽民族学科の非常勤助教授として働いていた。

## ディスコグラフィ

### リーダー・アルバム
- 『マイ・ネーム・イズ・ルース・プライス…アイ・シング』 - My Name Is Ruth Price....I Sing! (1955年、Kapp)
- 『ルース・プライス・シングス・ウィズ・ジョニー・スミス』 - Ruth Price Sings with the Johnny Smith Quartet (1956年、Roost) ※with ジョニー・スミス
- 『ザ・パーティーズ・オーヴァー』 - The Party's Over (1957年、Kapp)
- 『アット・ザ・マン・ホール』 - Ruth Price with Shelly Manne & His Men at the Manne-Hole (1961年、Contemporary) ※with シェリー・マン
- Live And Beautiful (1963年、Ava)
- Lucky To Be Me (1983年、ITI)
- Dearly Beloved (2014年、Blue Playa)[4]